# Karl Friedrich Wilhelm Beyer

Gedenktafel in Kelbra, Lange Str. 14

Karl Friedrich Wilhelm Beyer (* 25. März 1803 in Weimar; † 1. September 1887 in Kelbra) war ein deutscher Gastwirt und Gelegenheitsdichter.
Karl Friedrich Wilhelm Beyer ist am 25. März 1803 in Weimar als Sohn von Wirtsleuten geboren. Nachdem 1806 in der Schlacht bei Jena und Auerstedt das Wirtshaus zerstört worden war, zogen die verarmten Eltern nach Kelbra. Aus dem geplanten Studium der Theologie wurde nichts; es fehlte das Geld. Friedrich Beyer ging auf die höhere Knabenschule in Frankenhausen und erhielt anschließend eine kaufmännische Lehre in Naumburg (Saale). Als er nach Kelbra zurückkam, eröffnete er ein kleines Geschäft.

## Gastwirtschaft auf der Rothenburg
1836 erhielt Beyer von der schwarzburgischen Regierung die Konzession für eine Gastwirtschaft auf der Rothenburg.

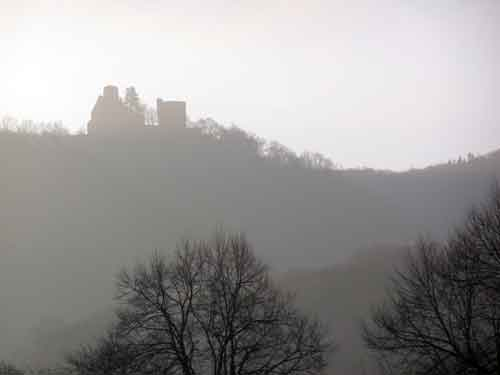
Die Rothenburg.

Die Gastwirtschaft, die am 1. August 1839 eröffnet wurde, war gelegentlicher Treffpunkt von „Umstürzlern“, weswegen die Wirtschaft immer wieder bespitzelt wurde. Am 8. Juni 1843 fand hier ein Sängertreffen mit etwa 200 Teilnehmern statt. Auch auf dem Rathsfeld wurden ähnlich große Veranstaltungen durchgeführt. Pfingsten 1849 fand wieder eine große Versammlung statt. Dabei trat der Prediger Eduar Balzer (freireligiöse Gemeinde Nordhausen) mit Kritik am herrschenden Feudalstaat hervor. Man erklärte danach Beyer zum „Gegenstand des Verdachtes und des Misstrauens“, konnte ihm jedoch nichts nachweisen. Aber nach dem Tod des schwarzburgischen Fürsten 1867 wurde ihm die Konzession entzogen. Eine Quelle des Misstrauens dürfte der Kelbraer Baumeister H. Bloßfeld gewesen sein. Dieser schrieb über Beyer: „In den Jahren von 48 stand er mitten drin im Revolutionskampfe. Seine besonderen Freunde waren die Burschenschaften von Jena und Halle, die sich heimlich oft auf der Rothenburg versammelten.“
Ein wesentliches Problem für den „Einsiedler“ war die Wasserversorgung. Anfänglich holte Beyer das Wasser mit zwei Eseln aus dem Tannenbergstal, später (1840 wurde die Kyffhäuserstraße und der Wasserweg fertiggestellt) von der „Wasserkunst“. Mit den Tieren holte er auch die sonst noch erforderlichen Dinge aus Kelbra. Dabei benutzte er den „krummen Weg“ durch das Tannenbergstal, da auf der neuen Kyffhäuserstraße „Straßengeld“ gezahlt werden musste. Das heutige Forsthaus an der Landesgrenze war die s.g. „Einnahme“.
Nach der Schließung arbeitete Friedrich Beyer mit seiner Frau in einem kleinen Geschäft in Kelbra und starb dort am 1. September 1887. Am Haus in der Lange Str. 14 befindet sich eine Gedenktafel.

## Freundeskreis
Karl Friedrich Wilhelm Beyer hatte zu folgenden Persönlichkeiten Kontakt bzw. waren diese Besucher seiner "Einsiedelei"
1. Friedrich Ludwig Jahn
2. Emanuel Geibel
3. Ernst Helbig

In einer 1929 erschienenen Publikation wird behauptet, dass selbst der Fürst Friedrich Günter von Schwarzburg-Rudolstadt zu Beyers Gästen zählte. Dieser weilte gelegentlich auf seinem Jagdschloss Rathsfeld.

## Dichter und Sänger
Beyer hat gelegentlich gedichtet. Überliefert ist vor allem sein Gedicht vom Goldenen Mann.
Der "Goldene Mann" ist ein Berg am Nordrand des Kyffhäusergebirges. Seinen Namen verdankt er einer Sage:
Ein Bauer wollte schnell zu viel Gold kommen. Da bot ihm der Teufel eine Wette an. Der Bauer sollte vom Tal bis auf den Berg rennen, ohne sich umzuschauen, nicht nach rechts und nicht nach links. Wenn er das schaffe, so sollte er mehr Gold bekommen, als er jemals wegtragen könnte.
Der Bauer willigte ein und rannte los. Rechts und links seines Laufes ließ der Teufel goldene Bäume wachsen – aber der Bauer rannte weiter und sah nicht zur Seite. Da ließ der Teufel noch größere und schönere goldene Bäume wachsen, aber der Bauer schaute nicht hin.
Kurz vor dem Gipfel ließ der Teufel neben dem Weg große Goldsteine aus dem Boden emporsteigen; da wurde der Bauer schwach und blickte zur Seite. Sofort verwandelte der Teufel den Bauern in einen Stein, der noch heute zu betrachten ist. Friedrich Beyer dichtete:
Es geht ein Mann den Wald entlang

in finstrer Mitternacht;

noch finstrer ist sein scheuer Gang

was im Busen wacht.

Habsucht hat sein Herz erfasst,

der Geiz nach Gold und Gut,

der keinen liebt, ja, der auch hasst

sein eigen Fleisch und Blut.

Dem Teufel gab für eitles Gold

er seine Seele preis;

der steht nun in seinem Sold

und macht die Höll’ im heiß.

In’s Steintal, Satans Felsenburg,

tritt er voll Zagen ein,

der Donner rollt das Tal hindurch,

durchbebend sein Gebein.

Er ruft den Satan. Alsobald

wächst mehr das Ungetüm

der Nacht; es heult, es flammt der Wald

der Satan steht vor ihm.

„Der Berg, besteigst du ihn zuvor,

ist Gold dein Eigentum!“

grinst Satan: „ doch sei kein Tor,

und sieh dich nimmer um!“

Auch nicht zur Erde senk den Blick,

sonst wirst du selbst zu Stein;

du kehrest nimmermehr zurück,

und deine Seel’ ist mein.

Nun hat der Teufel sichres Spiel

und seinen Mann umgarnt;

denn näher rückt er nun dem Ziel,

als vor Gefahr er warnt.

Und gleicher Zeit verführt ihn jetzt

auch Satans Trug und Schein;

es glänzt, wohin den Fuß er setzt,

wie Gold und Edelstein.

Verführend hier und da ein Zwerg

aus Bergesklüften gafft,

und höher wird ihm noch der Berg

und schwächer seine Kraft.

Und immer flimmerts mehr und hell;

geblendet von dem Schein,

blickt er zur Erd’ und wird zur Stell’

sein eigner Leichenstein.

Noch wühlt die Goldsucht hier, jedoch

statt Gold sie Erde fand.

Der Berg, der Stein wird heute noch

der Goldne Mann genannt.
Beyer schrieb aber auch religiöse Verse und Liebesgedichte. Oft war seine Heimatverbundenheit Thema der Gedichte.

## Werke
- Karl Friedrich Wilhelm Beyer: Gedichte des Rothenburger Einsiedlers, Verlag Eupel i. Comm, 1841
- Karl Friedrich Wilhelm Beyer: Gedichte des Rothenburger Einsiedlers [d. i. Karl Friedrich Wilhelm Beyer]. Ausgabe 2, Verlag Brockhaus, 1853